# Pickguard

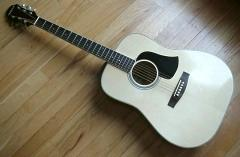
Pickguard ve tvaru slzy na akustické kytaře

Pickguard je dopadová plocha pro trsátko popř. ruku. Brání v poškrábání těla kytary. Vyskytuje se jak u elektrických, tak u akustických kytar. U akustické je přilepen na tělo a většinou je ve tvaru slzy nebo je tvarován jako tělo samotné.
U elektrických Les paulů je přichycen za držák, u modelů typu stratocaster, telecaster apod. je přišroubován a tvarován v obrys těla kytary. Bývá označován pod názvem „slinták“.